# Сапфір Логан
Сапфір Логан (англ. Logan Sapphire) — синій сапфір зі Шрі-Ланки. Один з найбільших відомих огранованих сапфірів, його вага становить 422,99 карата (84,6 г). Має бездоганний насичений і глибокий синій колір.
Названий на честь власниці, місіс Поллі Логан, яка пожертвувала камінь  Смітсонівському інституту в 1960 році.
Огранений у формі «подушки» сапфір поміщений у брошку в оточенні двадцяти діамантів загальною вагою 16 карат (3,2 г) і зберігається в даний час в  Національному музеї природної історії у Вашингтоні.